# 제20공군
제20공군 (전략 공군)(Twentieth Air Force (Air Forces Strategic))는 공군지구권타격사령부(AFGSC)에 속하는 서수 공군의 하나이다. 사령부는 와이오밍주 프랜시스 E. 워렌 공군기지에 소재한다. 대륙간탄도유도탄(ICBM)을 통제하는 부대이며, 사령관은 공군 소장이다.

## 역사

### 제2차 세계 대전
1944년 제2차 세계 대전 중에 창설된 공군 부대이다. 헨리 아놀드 휘하의 전략 폭격기 부대로 편성되었다. 제2차 세계 대전 중에는 B-29를 보유하고 있었으며, 중국-버마-인도 전구 및 태평양 전쟁에 투입되었고, 1945년에는 지휘 하의 제509혼성비행전대가 일본에 원자 폭탄 투하를 했다. 기아작전이라는 기뢰 부설 임무에 종사하여 큰 전과를 올렸다.

### 한국 전쟁
그 후에는 한국 전쟁에도 투입되었다.

### 21세기
현재 전략 미사일 부대로 개편되어 현재에 이르고 있다.

## 편성

### 현재
- 제90미사일단 - 와이오밍주, 프랜시스 E. 워렌 공군기지
  - 제319미사일대대
  - 제320미사일대대
  - 제321미사일대대
- 제91미사일단 - 노스 다코타주, 미놋 공군기지
  - 제740미사일대대
  - 제741미사일대대
  - 제742미사일대대
- 제341미사일단 - 몬타나주, 맘스트롬 공군기지
  - 제10미사일대대
  - 제12미사일대대
  - 제490미사일대대
- 제377항공기지단 - 뉴멕시코주, 커틀랜드 공군기지
- 제576비행시험전대 - 캘리포니아주, 반댄버그 공군기지
- 제582헬리콥터전대 - 와이오밍주, 프랜시스 E. 워렌 공군기지
- 제625전략작전전대 - 오펏 공군 기지

## 기록

### 계보
- 1944년 4월 4일, 제20공군(Twentieth Air Force)으로 창설됨.

1955년 3월 1일, 해산됨.
- 1991년 9월 1일, 소집됨.

2009년 12월 1일, 제20공군 (전략 공군)(Twentieth Air Force (Air Forces Strategic))으로 재편성됨.

### 소속
- 미국 육군 항공군; 1944년 4월 4일
- 미국 태평양 전략 공군; 1945년 7월 16일
- 미국 육군 태평양 항공사령부(이후의 '극동공군'); 1945년 12월 6일
- 전략공군사령부; 1991년 3월 29일
- 항공전투사령부; 1992년 6월 1일
- 공군우주사령부; 1993년 7월 1일
- 공군지구권타격사령부, 2009년 8월 7일

### 스트리머
| 스트리머                     | 내역 |
| ---------------------------- | ---- |
| 제2차 세계 대전, 미국 전구   |      |
| 제2차 세계 대전, 태평양 전쟁 |      |
| 한국 전쟁                    |      |
| 공군 우수부대 표창 (7x)      |      |
|                              |      |
|                              |      |
|                              |      |
|                              |      |
|                              |      |
|                              |      |

## 같이 보기
- 태평양 전쟁
- 미국 전략사령부
- 고베 대공습